# Copa alemanya de futbol femenina
La Copa Femenina de la DFB (DFB-Pokal Frauen en alemany) és la principal competició nacional de Copa de futbol femení a Alemanya, per tant la contrapartida femenina de la Copa DFB. Va ser creada el 1980, i des del 1991 també inclou equips de l'Est. Els darrers títols els ha guanyat el VfL Wolfsburg (deu títols consecutius), que és qui ha guanyat més títols (onze), seguit pel FFC Frankfurt (nou). La final, a excepció de la final de 1983, es celebrava sempre el dia anterior a la final masculina. Des de 1985 la final se celebrava així a Berlín. Només l'any 1983 es va celebrar a la ciutat de Frankfurt. Aquesta rutina va canviar el 2010 quan el final es va disputar a la ciutat de Colònia. Alguna vegada es va quedar a la ciutat i es va celebrar al RheinEnergieStadion. La final sol tenir lloc un cap de setmana o festiu a principis de maig, independentment de la final masculina, per tal de guanyar més atenció.

## Format

### Participació
Tots els clubs de la Bundesliga i de la 2a Bundesliga poden competir a la copa, així com els clubs que van aconseguir l'ascens a la 2a Bundesliga. També els guanyadors de les competicions de copa regional competeixen a la copa. Com a excepció a aquestes regles, els segons equips dels clubs no poden participar en la Copa DFB. Quan un segon equip guanya la seva copa regional, l'associació regional d'aquest equip pot enviar un altre equip a la Copa DFB només si el segon equip guanyador de la copa no ha aconseguit l'ascens a la 2a Bundesliga.

### Classificació
Dels equips classificats, no tots han de competir a la primera volta. A la segona ronda del torneig han de competir exactament 32 equips, de manera que a la primera volta el nombre de partits està determinat pel nombre d'equips en excés, donant lloc a un partit per a cada equip després del 32è. Els equips que no han de competir a la primera ronda són els millors classificats de la temporada anterior de la Bundesliga, el nombre de nou determinat pel nombre d'inscrits al torneig.
Els aparellaments per a la primera, segona i tercera ronda no són del tot aleatoris ja que hi ha una comissió que assigna els clubs a dos o quatre grups segons els convingui. Aquests grups es corresponen amb la procedència regional dels clubs. En la tercera ronda la comissió pot decidir no assignar els participants a cap grup. Dins d'aquests grups els clubs tornen a estar separats, aquesta vegada en funció de la lliga en què juguen. Per al sorteig, els clubs de la Bundesliga es posen en un pot i la resta en un segon pot. Els clubs que no són de la Bundesliga tenen automàticament avantatge a casa contra els clubs de la Bundesliga.

### Regles dels partit
Tots els jocs es desenvolupen en dues parts de 45 minuts amb el guanyador avançant a la següent ronda. En cas d'empat, el partit s'allargarà en dues parts de 15 minuts. Si el marcador segueix igualat després de 120 minuts, el guanyador es decideix en una tanda de penals. A la final no s'afegeix cap pròrroga en cas d'empat al cap de 90 minuts, sinó que segueix immediatament la tanda de penals.

## Historial
La competició només incloïa equips d'Alemanya Occidental, abans de reunificació d'Alemanya
| En negreta = Equip guanyador (1) = Nombre de campionats (prò.) = Pròrroga (p.) = Tanda de penals Nota. Noms dels equips segons l'època |

| Edició  | Temp.   | Data       | Campió                   | Resultat     | Subcampió               | Estadi                                         |
| ------- | ------- | ---------- | ------------------------ | ------------ | ----------------------- | ---------------------------------------------- |
| I       | 1980-81 |            | Bergisch Gladbach (1)    | 5-0          | TuS Wörrstadt           | Neckarstadion, Stuttgart                       |
| II      | 1981-82 |            | Bergisch Gladbach (2)    | 3-0          | VfL Wildeshausen        | Waldstadion, Frankfurt del Main                |
| III     | 1982-83 |            | KBC Duisburg (1)         | 3-0          | FSV Frankfurt           | Stadion am Bornheimer Hang, Frankfurt del Main |
| IV      | 1983-84 |            | Bergisch Gladbach (3)    | 2-0          | VfR Eintracht Wolfsburg | Waldstadion, Frankfurt del Main                |
| V       | 1984-85 |            | FSV Frankfurt (1)        | 1-1 (4-3, p) | KBC Duisburg            | Estadi Olímpic de Berlín                       |
| VI      | 1985-86 |            | TSV Siegen (1)           | 2-0          | Bergisch Gladbach       | Estadi Olímpic de Berlín                       |
| VII     | 1986-87 |            | TSV Siegen (2)           | 5-2          | STV Lövenich            | Estadi Olímpic de Berlín                       |
| VIII    | 1987-88 |            | TSV Siegen (3)           | 4-0          | Bayern Múnic            | Estadi Olímpic de Berlín                       |
| IX      | 1988-89 |            | TSV Siegen (4)           | 5-1          | FSV Frankfurt           | Estadi Olímpic de Berlín                       |
| X       | 1989-90 |            | FSV Frankfurt (2)        | 1-0          | Bayern Múnic            | Estadi Olímpic de Berlín                       |
| XI      | 1990-91 |            | Grün-Weiß Brauweiler (1) | 1-0          | TSV Siegen              | Estadi Olímpic de Berlín                       |
| XII     | 1991-92 |            | FSV Frankfurt (3)        | 1-0          | TSV Siegen              | Estadi Olímpic de Berlín                       |
| XIII    | 1992-93 |            | TSV Siegen (5)           | 1–1 (6-5, p) | Grün-Weiß Brauweiler    | Estadi Olímpic de Berlín                       |
| XIV     | 1993-94 |            | Grün-Weiß Brauweiler (2) | 2-1          | TSV Siegen              | Estadi Olímpic de Berlín                       |
| XV      | 1994-95 |            | FSV Frankfurt (4)        | 3-1          | TSV Siegen              | Estadi Olímpic de Berlín                       |
| XVI     | 1995-96 |            | FSV Frankfurt (5)        | 2-1          | Klinge Seckach          | Estadi Olímpic de Berlín                       |
| XVII    | 1996-97 |            | Grün-Weiß Brauweiler (3) | 3-1          | Eintracht Rheine        | Estadi Olímpic de Berlín                       |
| XVIII   | 1997-98 |            | FCR 2001 Duisburg (1)    | 6-2          | FSV Frankfurt           | Estadi Olímpic de Berlín                       |
| XIX     | 1998-99 |            | FFC Frankfurt (1)        | 1-0          | FCR 2001 Duisburg       | Estadi Olímpic de Berlín                       |
| XX      | 1999-00 |            | FFC Frankfurt (2)        | 2-1          | Sportfreunde Siegen     | Estadi Olímpic de Berlín                       |
| XXI     | 2000-01 |            | FFC Frankfurt (3)        | 2-1          | Flaesheim-Hillen        | Estadi Olímpic de Berlín                       |
| XXII    | 2001-02 |            | FFC Frankfurt (4)        | 5-0          | Hamburg SV              | Estadi Olímpic de Berlín                       |
| XXIII   | 2002-03 |            | FFC Frankfurt (5)        | 1-0          | FCR 2001 Duisburg       | Estadi Olímpic de Berlín                       |
| XXIV    | 2003-04 |            | Turbine Potsdam (1)      | 3-0          | FFC Frankfurt           | Estadi Olímpic de Berlín                       |
| XXV     | 2004-05 |            | Turbine Potsdam (2)      | 3-0          | FFC Frankfurt           | Estadi Olímpic de Berlín                       |
| XXVI    | 2005-06 |            | Turbine Potsdam (3)      | 2-0          | FFC Frankfurt           | Estadi Olímpic de Berlín                       |
| XXVII   | 2006-07 |            | FFC Frankfurt (6)        | 1-1 (4-1, p) | FCR 2001 Duisburg       | Estadi Olímpic de Berlín                       |
| XXVIII  | 2007-08 |            | FFC Frankfurt (7)        | 5-1          | Saarbrücken             | Estadi Olímpic de Berlín                       |
| XXIX    | 2008-09 | 30-05-2009 | FCR 2001 Duisburg (2)    | 7-0          | Turbine Potsdam         | Estadi Olímpic de Berlín                       |
| XXX     | 2009-10 | 15-05-2010 | FCR 2001 Duisburg (3)    | 1-0          | FF USV Jena             | RheinEnergieStadion, Colònia                   |
| XXXI    | 2010-11 | 26-03-2011 | FFC Frankfurt (8)        | 2-0          | Turbine Potsdam         | RheinEnergieStadion, Colònia                   |
| XXXII   | 2011-12 | 12-05-2012 | Bayern Múnic (1)         | 2-0          | FFC Frankfurt           | RheinEnergieStadion, Colònia                   |
| XXXIII  | 2012-13 | 19-05-2013 | VfL Wolfsburg (1)        | 3-2          | Turbine Potsdam         | RheinEnergieStadion, Colònia                   |
| XXXIV   | 2013-14 | 17-05-2014 | 1. FFC Frankfurt (9)     | 3-0          | SGS Essen               | RheinEnergieStadion, Colònia                   |
| XXXV    | 2014-15 | 01-05-2015 | VfL Wolfsburg (2)        | 3-0          | Turbine Potsdam         | RheinEnergieStadion, Colònia                   |
| XXXVI   | 2015-16 | 21-05-2016 | VfL Wolfsburg (3)        | 2-1          | SC Sand                 | RheinEnergieStadion, Colònia                   |
| XXXVII  | 2016-17 | 27-05-2017 | VfL Wolfsburg (4)        | 2-1          | SC Sand                 | RheinEnergieStadion, Colònia                   |
| XXXVIII | 2017-18 | 19-05-2018 | VfL Wolfsburg (5)        | 0-0 (3-2, p) | Bayern Múnic            | RheinEnergieStadion, Colònia                   |
| XXXIX   | 2018-19 | 01-05-2019 | VfL Wolfsburg (6)        | 1-0          | SC Freiburg             | RheinEnergieStadion, Colònia                   |
| XL      | 2019-20 | 04-07-2020 | VfL Wolfsburg (7)        | 3-3 (4-2, p) | SGS Essen               | RheinEnergieStadion, Colònia                   |
| XLI     | 2020-21 | 30-05-2021 | VfL Wolfsburg (8)        | 1-0 (prò.)   | Eintracht Frankfurt     | RheinEnergieStadion, Colònia                   |
| XLII    | 2021-22 | 28-05-2022 | VfL Wolfsburg (9)        | 4-0          | Turbine Potsdam         | RheinEnergieStadion, Colònia                   |
| XLIII   | 2022-23 | 18-05-2023 | VfL Wolfsburg (10)       | 4-1          | SC Freiburg             | RheinEnergieStadion, Colònia                   |
| XLIV    | 2023-24 | 09-05-2024 | VfL Wolfsburg (11)       | 4-1          | Bayern de Múnic         | RheinEnergieStadion, Colònia                   |

## Palmarés
| Equip                             | Campió | Subcampió | Finals | Anys campió                                                      | Anys subcampió               |
| --------------------------------- | ------ | --------- | ------ | ---------------------------------------------------------------- | ---------------------------- |
| VfL Wolfsburg                     | 11     | 1         | 12     | 2013, 2015, 2016, 2017, 2018, 2019, 2020, 2021, 2022, 2023, 2024 | 1984                         |
| 1. Frauen-Fußball-Club Frankfurt  | 9      | 5         | 14     | 1999, 2000, 2001, 2002, 2003, 2007, 2008, 2011, 2014             | 2004, 2005, 2006, 2012, 2021 |
| TSV Siegen                        | 5      | 5         | 10     | 1986, 1987, 1988, 1989, 1993                                     | 1991, 1992, 1994, 1995       |
| Fußballsportverein Frankfurt 1899 | 5      | 3         | 8      | 1985, 1990, 1992, 1995, 1996                                     | 1983, 1989, 1998             |
| 1.FFC Turbine Potsdam             | 3      | 5         | 8      | 2004, 2005, 2006                                                 | 2009, 2011, 2013, 2015, 2022 |
| FCR 2001 Duisburg                 | 3      | 3         | 6      | 1998, 2009, 2010                                                 | 1999, 2003, 2007             |
| Bergisch Gladbach                 | 3      | 1         | 4      | 1981, 1982, 1984                                                 | 1986                         |
| Grün-Weiß Brauweiler              | 3      | 1         | 4      | 1991, 1994, 1997                                                 | 1993                         |
| Bayern de Múnic                   | 1      | 4         | 5      | 2012                                                             | 1988, 1990, 2018, 2024       |
| KBC Duisburg                      | 1      | 1         | 2      | 1983                                                             | 1985                         |
| Sportclub Sand                    | 0      | 2         | 2      | —                                                                | 2016, 2017                   |
| SGS Essen                         | 0      | 2         | 2      | —                                                                | 2014, 2020                   |
| Sportclub Freiburg                | 0      | 2         | 2      | —                                                                | 2019, 2023                   |
| TuS Wörrstadt                     | 0      | 1         | 1      | —                                                                | 1981                         |
| FFC Flaesheim-Hillen              | 0      | 1         | 1      | —                                                                | 2001                         |
| Hamburger Sport-Verein            | 0      | 1         | 1      | —                                                                | 2002                         |
| FF USV Jena                       | 0      | 1         | 1      | —                                                                | 2010                         |
| STV Lövenich                      | 0      | 1         | 1      | —                                                                | 1987                         |
| Eintracht Rheine                  | 0      | 1         | 1      | —                                                                | 1997                         |
| 1. FC Saarbrücken                 | 0      | 1         | 1      | —                                                                | 2008                         |
| SC Klinge Seckach                 | 0      | 1         | 1      | —                                                                | 1996                         |
| VfL Wildeshausen                  | 0      | 1         | 1      | —                                                                | 1982                         |

(*) Nota: Subcampió del VfL Wolfsburg com a VfR Eintracht Wolfsburg